# American Crime Story (1. řada)
První řada amerického televizního seriálu American Crime Story nesla název The People v. O. J. Simpson: American Crime Story. Vysílána byla na stanici FX od 2. února do 5. dubna 2016 a obsahovala 10 dílů. Zabývá se soudním procesem s O. J. Simpsonem a je natočena podle knižní předlohy Jeffreyho Toobina Běh života: Lid versus O. J. Simpson.

## Obsazení
- Sterling K. Brown jako Christopher Darden
- Sarah Paulson jako Marcia Clark
- Kenneth Choi jako soudce Lance Ito
- Christian Clemenson jako William Hodgman
- Cuba Gooding Jr. jako O. J. Simpson
- Bruce Greenwood jako Gil Garcetti
- Nathan Lane jako F. Lee Bailey
- David Schwimmer jako Robert Kardashian
- John Travolta jako Robert Shapiro
- Courtney B. Vance jako Johnnie Cochran